# Liste der Mitglieder des Bayerischen Landtages (Königreich, 16. Wahlperiode)
Diese Liste gibt einen Überblick über alle Mitglieder des Bayerischen Landtages in der 16. Wahlperiode des Königreichs Bayern (1887–1893). In die Wahlperiode fallen die Sitzungen des 31. Landtags vom 14. September 1887 bis zum 28. Mai 1892.

## Kammer der Abgeordneten

### Präsidium
- Präsident: Karl Freiherr von Ow-Felldorf (1818–1898)
- Vizepräsident: Karl von Alwens (1820–1889)
- 1. Schriftführer: Joseph Geiger, 21. November 1887 – 11. Januar 1888: Maximilian Graf von Soden-Fraunhofen, 12. Januar 1888 – 1. Oktober 1891: Joseph Geiger, ab 3. Oktober 1891: Maximilian Graf von Soden-Fraunhofen
- 2. Schriftführer: Eugen Ritter von Buhl (1841–1910)
- 3. Schriftführer: Josef Aichbichler (1845–1912)
- 4. Schriftführer: Georg Bachmann, ab 3. Oktober 1891: Wilhelm Ritter von Burkhard

### Abgeordnete

#### A
- Ludwig Ackermann (1826–nach 1891)
- Josef Aichbichler (1845–1912)
- Karl von Alwens (1820–1889)
- Joseph Ammerer (1822–unbekannt)
- Friedrich Ernst Aub (1837–1900)

#### B
- Georg Bachmann
- Luitpold Baumann (1844–1919)
- Johann Nepomuk Baur (1826–1902)
- Jakob Bäurle (1838–1901)
- Friedrich Beckh (1843–1927)
- Hermann Beckh
- Wilhelm Berlenz
- Georg Biehl (1845–1895)
- Johann Böhm
- Georg Brach
- Johann Brandstätter
- Georg Brendel
- Theodor Brünings (1839–1903)
- Joseph Bucher (1838–1909)
- Andreas Büchl
- Eugen Ritter von Buhl (1841–1910)
- Franz Burger (1836–1920)
- Wilhelm Ritter von Burkhard
- Leonhard Burlein (1837–1898)
- Engelbert Buxbaum (1831–1911)

#### C
- August Ritter von Clemm (1837–1910)
- Karl von Craemer

#### D
- Balthasar Ritter von Daller (1835–1911)
- Andreas Friedrich Deinhard (1845–1907)
- Michael Deuringer (1828–1908)
- Heinrich Diehl

#### E
- Josef Echinger (1841–1911)
- Franz Englberger
- Josef Erhard (1847–1907)
- Wilhelm Evora

#### F
- Nikolaus Faulstich (1837–1899)
- Josef Fellner
- Ludwig Fr. Alex von Fischer
- Friedrich Frank (1832–1904)
- Wolfgang Frankenburger
- Otto Freudenberg
- Karl Graf von und zu Freyen-Seiboltsdorf
- Albert Frickhinger

#### G
- Friedrich Balduin Freiherr von Gangern
- Friedrich Adam Ganzleben
- Johann Geiger
- Joseph Geiger
- Johann Evangelist Gimpl
- Friedrich Balduin Freiherr von Gise
- Georg Goppelt
- Friedrich Franz Grieninger (1835–1915)
- Ludwig Philipp Groß (1825–1894)
- Michael Grötsch
- Wolfgang Gunzenhäuser

#### H
- Josef Haberl
- Georg Haberland (1830–1910)
- Johann Karl Hahn
- Friedrich Hänle
- Johann Hau
- Thomas Ritter von Hauck (1823–1905)
- Josef Anton Haug
- Adam Haus (1836–1895)
- Matthäus Hemmerlein
- Josef Johann Baptist Hennemann
- Josef Ritter von Herrmann
- Kaspar Heßdörfer
- Andreas Hilpert (1837–1893)
- Franz Xaver Hofstätter
- Joseph Huber
- Michael Huber (1841–1911)
- Anton Hübner
- Andreas Huller

#### J
- Franz Paul Joseph Eugen Jäger (1842–1926)
- Wilhelm Jegel (1826–1890)

#### K
- Karl Friedrich Ludwig Kaub
- Josef Kederer
- Johann Evangelist Keller (1824–1910)
- Kilian Keller (1839–1908)
- Franz Joseph Keßler (1838–1904)
- Sebastian Kirchammer (1841–1892)
- Ferdinand Knecht
- Konrad Friedrich Krauß
- Ferdinand Kuby

#### L
- Friedrich Lampert (1829–1901)
- Anton von Landmann
- Anton Lehemeir (1841–1933)
- Johann Baptist Lorenz Lehner
- Johann Georg Wilhelm Leidig
- Max Freiherr von Lerchenfeld-Aham (1842–1893)
- Johann Baptist Lerzer (1833–1917)
- Leonhard Leyrer
- Karl Freiherr von Lindenfels
- Kaspar Löfflad
- Anton Lukas
- Friedrich Lutz (1852–1918)
- Karl Theodor Lutz

#### M
- Karl Maison
- Karl Mann
- Theodor August Märcker
- Heinrich Ritter von Marquardsen
- Wilhelm Martius
- Michael Mayer (1836–1911)
- Bernhard Mayr
- Alois Menzinger
- Friedrich Wilhelm Müller
- Heinrich Müller
- Joseph Müller
- Julius Ferdinand Ritter von Müller
- Karl Müller

#### N
- Mathias Neckermann
- Josef Ritter von Neumayer
- Tobias Nißler (1853–1907)

#### O
- Andreas Off
- Georg Ritter von Orterer (1849–1916)
- Franz Paul Ostermann
- Gustav Otto
- Karl Freiherr von Ow-Felldorf (1818–1898)

#### P
- Josef Pauli (1844–nach 1881)
- Jakob Penn (1839–1897)
- Joseph Konrad Pfahler (1826–1887)
- Georg Ponschab (1823–1890)

#### R
- Ludwig Reichert (1840–1909)
- Friedrich Reif
- Magnus Anton Reindl (1832–1896)
- Alois Rittler
- Sigmund Hermann julius Wilhelm Freiherr von Rotenhan
- Sebastian Ruedorffer (Rüdorffer)
- Kaspar Ritter von Ruppert (1827–1895)

#### S
- Paul Sammereyer
- Johann Baptist Sartorius
- Valentin Sauer
- Christian Sauerbrey
- Franz Schädler (1852–1913)
- Friedrich von Schauß
- Ludwig Schleip
- Johann Schloßstein
- Franz Xaver Schmidt (1828–1914)
- Johann Peter Schmidt
- Karl Schmidt
- Johann Nepomuk Schramm
- Friedrich Schröder
- Johann Baptist Schubert
- Georg von Schuh (1846–1918)
- Anton Schumm
- Michael Seeberger
- Franz Ferdinand Seitz (1823–1898)
- Ernst Sellner (1826–1899)
- Veit Sitting
- Maximilian Graf von Soden-Fraunhofen
- Joseph Spett
- Karl Spies
- Franz August Freiherr von Stauffenberg
- Anton Stigler
- Oskar von Stobäus (1830–1914)
- Rudolph Stobäus
- Karl August Heinrich Stöcker-Rothenburg
- Georg Peter Süß

#### T
- Maximilian Freiherr von Tänzl-Tratzberg
- Gustav Tretzel
- Michael Triller

#### U
- Johann Jakob Uebler

#### W
- Josef Wagner
- Wolfgang Wagner (1834–1902)
- Johann Baptist Ritter von Walter (1831–1900)
- Franz Seraph Weber
- Martin Gottlob Weigel
- Ludwig Weiss
- Georg Well
- Adam Wilhelm Georg Wenglein
- Michael Wildegger (1826–1912)
- Andreas Wille
- Friedrich Wilhelm Wirth
- Josef Witzlsperger (1838–1907)
- Heinrich Wolf

### Z
- Josef Zach
- Leopold Zahler
- Leonhard Zill
- Anton Zimlich (1830–1918)
- Martin Zott (1841–1929)

## Kammer der Reichsräte

### Präsidium
- 1. Präsident: Georg Heinrich Arbogast Freiherr von und zu Franckenstein, 26. Januar 1890 – 12. November 1891: Clemens Maria Graf von Toerring-Jettenbach Freiherr auf Seebach (1826–1891), ab 18. November 1891: Carl Ludwig Fürst Fugger von Babenhausen
- 2. Präsident: Adolph Ritter von Pfretzschner
- 1. Sekretär: Ludwig Heinrich Emil Graf von Lerchenfeld auf Köfering und Schönberg
- 2. Sekretär: Clemens Maria Graf von Toerring-Jettenbach Freiherr auf Seebach (1826–1891), ab 11. Februar 1890 Karl Max Graf von Drechsel-Deuffstetten

### Reichsräte
| Inhaltsverzeichnis A B C D E F G H K L M N O P Q R S T W |

#### A
- Maximilian Karl Graf von Arco-Valley
- Adolph von Auer (1831–1916)

#### B
- Alphons Maria Prinz von Bayern
- Arnulf Prinz von Bayern (1852–1907)
- Karl Maria Prinz von Bayern
- Karl Theodor Herzog in Bayern (1839–1909)
- Leopold Maximilian Prinz von Bayern
- Ludwig Ferdinand Prinz von Bayern (1859–1949)
- Ludwig Prinz von Bayern (1845–1921)
- Ludwig Wilhelm Herzog in Bayern
- Maximilian Herzog in Bayern (1808–1888)
- Maximilian Emanuel Herzog in Bayern
- Rupprecht Maria Kronprinz von Bayern
- Siegfried August Herzog in Bayern
- Georg Karl August Ritter von Bechmann
- Otto Camillus Hugo Gabriel Graf von Bray-Steinburg
- Franz Armand Buhl (1837–1896)

#### C
- Friedrich Carl Fürst zu Castell-Castell (1864–1923)
- Wolfgang August Graf zu Castell-Rüdenhausen

#### D
- Carl Oskar von Deuster
- Joseph Graf von Deym zu Arnstorf Freiherr von Strzitiz
- Johann Joseph Ignaz Ritter von Döllinger (1799–1890)
- Karl Max Graf von Drechsel-Deuffstetten

#### E
- Josef Georg Ritter von Ehrler
- Georg Albrecht Graf zu Erbach-Erbach und von Wartenberg-Roth (1844–1915)

#### F
- Lothar Johann Freiherr von Faber
- Georg Heinrich Arbogast Freiherr von und zu Franckenstein
- Johann Karl Freiherr von und zu Franckenstein (1858–1913)
- Theodor Ritter von Fries
- Carl Ludwig Fürst Fugger von Babenhausen
- Carl Ernst Graf (seit 1914 Fürst) Fugger von Glött (1859–1940)
- Franz Raimund Graf von Fugger zu Kirchberg und Weißenhorn

#### G
- Hermann Wilhelm Freiherr von Gaisberg zu Neudegg
- Karl Gottfried Graf von und zu Giech
- Hans Georg Freiherr von Gumppenberg-Pöttmes-Oberprennberg

#### H
- Ferdinand Ritter von Haubenschmied
- Georg Friedrich Graf von Hertling (1843–1919)
- Johannes Friedrich Fürst zu Hohenlohe-Bartenstein und Jagstberg
- Chlodwig Fürst zu Hohenlohe-Waldenburg-Schillingsfürst
- Maximilian Karl Graf von Holnstein aus Bayern

#### K
- Bernhard Ritter von Küffner

#### L
- Karl Friedrich von Lang-Puchhof
- Ernst Leopold Fürst von Leiningen
- Ludwig Heinrich Emil Graf von Lerchenfeld auf Köfering und Schönberg
- Max Freiherr von Lerchenfeld-Aham (1842–1893)
- Karl Freiherr von Lindenfels
- Eugen Freiherr von Lotzbeck auf Weyhern
- Ernst Alban Fürst zu Löwenstein-Wertheim-Freudenberg (1854–1931)
- Wilhelm Paul Fürst zu Löwenstein-Wertheim-Freudenberg
- Karl Heinrich Fürst zu Löwenstein-Wertheim-Rosenberg (1834–1921)
- Johann Ritter von Lutz

#### M
- Hugo Ritter und Edler von Maffei (1836–1921)
- Josef Maximilian Fridolin Ritter von Maillinger
- Carl Joseph Maria Graf von Maldeghem
- Ludwig Freiherr Mandl von und zu Deutenhofen
- Joseph Maximilian Graf von Montgelas
- Carl Heinrich Graf von der Mühle-Eckart auf Leonberg
- Heinrich Karl Graf von der Mühle-Eckart auf Leonberg

#### N
- Wilhelm Gottlieb Ritter von Neuffer
- Ludwig Ritter von Neumayer
- Ludwig Felix Freiherr von Niethammer

#### O
- Albrecht Franz Fürst von Oettingen-Oettingen und Oettingen-Spielberg
- Karl Friedrich Fürst zu Oettingen-Oettingen und Oettingen-Wallerstein
- Friedrich Karl Graf zu Ortenburg-Tambach
- Karl Freiherr von Ow-Felldorf

#### P
- Ludwig Magnus Graf zu Pappenheim
- Maximilian Albrecht Graf von Pappenheim
- Adolph Ritter von Pfretzschner
- Georg Benedikt Ritter von Poschinger auf Frauenau
- Sigmund Freiherr von Pranckh (1821–1888)
- Conrad Graf von Preysing-Lichtenegg-Moos

#### Q
- Otto Friedrich Graf von Quadt zu Wykradt und Isny (1817–1899)

#### R
- Friedrich Ludwig Graf von Rechteren und Limpurg (1811–1909)

#### S
- Karl Theodor Graf von und zu Sandizell (1865–1939)
- Wilhelm von Schilcher
- Arthur Franz Graf von Schönborn-Wiesentheid
- Josef Ritter von Schnork
- Friedrich Ritter von Schreiber
- Carl Maria Graf von Seinsheim-Sünching auf Grünbach
- Adolph Ritter von Stählin
- Berthold Schenk Graf von Stauffenberg
- Anton Ritter von Steichele
- Franz Joseph Ritter von Stein (1832–1909)

#### T
- Antonius von Thoma (1829–1897)
- Albert Maria Fürst von Thurn und Taxis
- Clemens Maria Graf von Toerring-Jettenbach Freiherr von Seefeld (1826–1891)
- Hans Veit Graf von Toerring-Jettenbach-Guttenzell auf Seefeld

#### W
- Hugo Philipp Graf von Waldbott-Bassenheim
- Wilhelm Franz Fürst von Waldburg zu Zeil und Trauchburg
- Karl Friedrich Fürst von Wrede
- Karl Philipp Veit Freiherr von Würtzburg
- Ludwig Veit Freiherr von Würtzburg

#### Z
- Ludwig Ritter von Zöller